# Michał Hruszwicki
Michał Hruszwicki herbu Korczak (ur. 28 listopada 1828 w Wyhoniczach w guberni mińskiej, zm. 1904 tamże) – polski muzyk, kompozytor, deklamator, ziemianin, działacz społeczny w guberni mińskiej.

## Życiorys
Urodził się 28 listopada 1828 w dobrach ziemskich Wyhonicze w guberni mińskiej. Syn Rudolfa, byłego prezesa mińskiej izby cywilnej i Felicjanny z Wojdziewiczów. Po ukończeniu instytutu szlacheckiego w Wilnie studiował w Petersburgu.
Pisał wiersze i komponował muzykę fortepianową. Skomponował muzykę do wiersza Lermontowa Modlitwa. Partytura wraz z tekstem ukazała się w druku w latach 80. lub na początku 90. w Mińsku. Był autorem poloneza Dla godowej uroczystości. Napisał muzykę do Dziadów Adama Mickiewicza i poezji Władysława Syrokomli.
Wspierał powstanie styczniowe na Mińszczyźnie. Finansowo wspomagał budowę polskiego kościoła w Carycynie. Opiekował się sierotami w guberni mińskiej. Koncertował na cele dobroczynne. Dbał o rodziny chłopskie pracujące w jego dobrach.
Był właścicielem wsi Wyhonicze, Michałowa i Hermaniszek w guberni mińskiej. Pierwszą żoną była Stanisława Jelska, siostra skrzypka Michała Jelskiego, z którą miał czworo dzieci. Drugą żoną była Leokadia z Ratyńskich.
Pochowany na cmentarzu katolickim w Rakowie.
Na Białorusi odbywają się konkursy i festiwale fortepianowe imienia Michała Hruszwickiego.